# Дамаскин Китроски
Дамаскин (на гръцки: Δαμασκηνός, Дамаскинос) е гръцки духовник, епископ на Вселенската патриаршия.

## Биография
Дамаскин става духовник и е избран за епископ на Китроска епархия. В 1560/1561 година подписът на Дамаскин е поставен от патриарх Йоасаф II Константинополски на Грамотата за даване на царска титла на московския велик княз Иван IV. Подписът му гласи нисш епископ Китроски (ο ευτελής επίσκοπος Κίτρους).
Дамаскин участва в Цариградския събор, председателстван от архиепископ Паисий Охридски, който сваля патриарх Йоасаф II в 1565 година (7073 от Сътворението). Дамаскин подписва акта на събора от януари 1565 година като смирен епископ Китроски (ο ταπεινός επίσκοπος Κίτρους).